# 姑爷
姑爷，是指对父親的姐妹的丈夫的称谓，即姑丈； 在中国部分地方（如客家聚居地区）含义与“女婿”同。粵語區，稱父親姐妹為姑姐，姑姐的丈夫，便被女方家的人稱為姑爺或姑婿，女方晚輩則稱為姑丈。稱父親的姑丈為姑爺爺並不是姑爺。
女婿接近学名，婿，一般是岳父母等长辈才能叫的。姑爷一词由姑娘衍生而来：过去大户人家的女孩年岁稍长，就会被丫鬟、仆人称为姑娘，主人生来辈分大，所以就叫娘，及出嫁之后，其婿的辈分和女孩相同，故下人一般都称其为姑爷。